# Stadionul Dinamo (Bender)
Stadionul Dinamo este un stadion de fotbal din Tighina, Republica Moldova. Deschis în 2006, acesta este arena domestică a echipei FC Dinamo Bender și are o capacitate de 5.061 de locuri. Stadionul a gazduit meciuri din Divizia Națională.